# Manoir de Rollienne
Le manoir de Rollienne est un édifice situé à Carentoir en France.

## Localisation
Le manoir est situé sur le territoire de la commune déléguée de Carentoir, au lieu-dit Rollienne, dans le département du Morbihan en région Bretagne.

## Description
Le manoir date du XVIe siècle, édifice à un étage carré construit en moellons sans chaîne en pierre de taille de grès et de schiste. Toiture à longs pans recouverte d'ardoises, pignon couvert. Escalier hors œuvre : escalier à vis sans jour. Pigeonnier sur tour d’escalier.

## Historique
Manoir du XVIe siècle, remanié, aile secondaire en ruines partiellement reconstruite.
Les vestiges du manoir sont inscrits à l'inventaire général du patrimoine culturel.